# Забайкальская казачья бригада
Забайкальская казачья бригада — кавалерийское соединение в составе российской императорской армии
Штаб бригады: Чита. Входила во 2-й Сибирский армейский корпус.

## История бригады

### Формирование
- 09.03.1903—13.08.1903 — Восточно-Сибирская отдельная казачья бригада.
- 13.08.1903—29.08.1906 — Забайкальская отдельная казачья бригада.
- 29.08.1906—1914 — Забайкальская казачья бригада.
- 1914—15.12.1915 — 1-я Забайкальская казачья бригада.
- 15.12.1915—1918 — 1-я Забайкальская казачья дивизия.
- В 1918 воссоздана на базе сохранившей кадры прежней дивизии в составе 1-го Читинского, Троицко-Савского, Верхнеудинского и Нерчинского казачьих полков.

### Боевые действия
Забайкальская казачья дивизия хорошо себя показала в Польше и Полесье.— А. Керсновский. История русской армии
Участвовала в Ченстохово-Краковской операции в ноябре 1914 г., в сражении на Висле в июле 1915 г.
24 июня 1916 г., будучи введена в прорыв у Костюхновки, захватила у дер. Оптово 2 пулемета и 280 пленных, а также в ходе конной атаки у Галузии – более 1000 пленных венгров, 2 конных орудия и несколько пулеметов.

## Состав бригады

### До 29 августа 1906
- 1-й Верхнеудинский полк Забайкальского казачьего войска
- 1-й Читинский полк Забайкальского казачьего войска
- 1-я Забайкальская казачья батарея

### После 29 августа 1906
- 1-й Верхнеудинский полк Забайкальского казачьего войска
- 1-й Читинский полк Забайкальского казачьего войска
- 1-й Аргунский полк Забайкальского казачьего войска
- 1-я Забайкальская казачья батарея

## Командование бригады

### Начальники
- 23.03.1903—17.02.1905 — генерал-майор (с 1904 — генерал-адъютант, с 22.10.1904 — генерал-лейтенант) Мищенко, Павел Иванович
- 25.03.1905—20.04.1906 — генерал-майор Ромейко-Гурко, Василий Иосифович
- 20.07.1906—10.07.1907 — генерал-майор Толмачёв, Владимир Александрович
- 10.07.1907—22.09.1909 — генерал-майор (с 1908 генерал-лейтенант) Калитин, Пётр Петрович
- 22.09.1909—24.11.1911 — генерал-лейтенант Жигалин, Владимир Иванович
- 23.12.1911—21.10.1915 — генерал-майор Томашевский, Сергей Владимирович

### Начальники штаба
- 13.08.1903—04.08.1906 — полковник Мандрыка, Георгий Акимович
- 19.10.1906—01.03.1911 — полковник Аносов, Николай Степанович
- 21.03.1911—01.02.1912 — полковник Панов, Филипп Петрович
- 01.02.1912—16.11.1914 — полковник Н. А. Жданов
- xx.xx.1914—28.01.1915 — полковник Зиневич, Александр Константинович
- 23.02.1915—15.12.1915 — подполковник Эверт, Георгий Аполлонович

### Командиры 1-й Забайкальской казачьей батареи
- 19.01.1883—18.09.1898 — полковник Макаров, Константин Сидорович
- 24.09.1898—04.01.1900 — войсковой старшина Карпитский, Николай Владимирович
- 04.01.1900—21.08.1903 — войсковой старшина Янушев, Василий Минович
- 02.09.1903—22.09.1906 — есаул (с 08.10.1903 — войсковой старшина, с 1904 — флигель-адъютант) Гаврилов, Василий Тимофеевич
- 05.10.1906—20.01.1909 — войсковой старшина Яшеров, Александр Васильевич
- 20.01.1909—20.10.1916 — войсковой старшина Станкевич, Андрей Владимирович
- 22.10.1916 — войсковой старшина А.Кобылин

## Командование дивизии

### Начальники дивизии
- 22.12.1915—24.03.1917 — генерал-майор Орлов, Иван Давыдович
- 07.04.1917—19.08.1917 — генерал-майор Богаевский, Африкан Петрович
- 28.08.1917—? — генерал-майор князь Кекуатов, Николай Александрович

### Начальники штаба
- 30.06.1916—03.08.1917 — подполковник (с 15.08.1916 — полковник) Эверт, Георгий Аполлонович
- 30.08.1917—? — полковник Тонких, Иван Васильевич

### Командиры 1-й бригады
- ?—28.08.1917 — генерал-майор князь Кекуатов, Николай Александрович

### Командиры 2-й бригады
- 25.01.1917—? — полковник (с 12.06.1917 — генерал-майор) Шильников, Иван Фёдорович

### Командиры Забайкальского казачьего артиллерийского дивизиона
- 03.06.1907—12.12.1908 — полковник Яндоловский, Александр Николаевич
- 20.01.1909—22.11.1912 — полковник Яшеров, Александр Васильевич
- 02.12.1912 — после 01.08.1916 — полковник Никонов, Николай Васильевич